# Conduite encadrée
 (mai 2010).
Si vous disposez d'ouvrages ou d'articles de référence ou si vous connaissez des sites web de qualité traitant du thème abordé ici, merci de compléter l'article en donnant les références utiles à sa vérifiabilité et en les liant à la section « Notes et références ».
La conduite encadrée est une formation française à la conduite de véhicule pour les jeunes qui préparent un diplôme professionnel de la route (BEP, CAP de conducteur routier) dans un établissement de l’Éducation nationale.

## Description
La réforme de janvier 2010 autorise ces étudiants à conduire en dehors de la formation, avec un accompagnateur de leur choix, jusqu’à l'obtention de leur diplôme. En revanche, seuls les élèves d'un établissement de l'Éducation nationale peuvent prétendre à ce type de formation. Il ne s'agit pas d'une formation accessible au grand public. Ainsi, les élèves suivant une formation visant les métiers de la route peuvent désormais, dans le cadre de cette formation professionnelle, conduire avec un accompagnateur en dehors des leçons de conduite classique en auto-école. Cette formation est accessible à partir de 16 ans :
- l'élève réussit son examen théorique (code de la route) ;
- l'élève réussit ensuite ses épreuves de conduite.

À partir de ce moment-là, l'élève peut demander à son chef d'établissement de l'autoriser à conduire avec un accompagnateur jusqu'à ce que son permis de conduire lui soit livré à sa majorité.